# 树德山庄
树德山庄，又名唐生智故居，位于中国湖南省永州市东安县芦洪市镇赵家井村，是一座建于1927年的中西合璧庄园式建筑。2006年5月25日，树德山庄被中华人民共和国国务院列为第六批全国重点文物保护单位。

## 历史背景
树德山庄由爱国将领唐生智（1889年—1970年）于1927年（民国十六年）回乡时修建，并以“树德”命名，寓意道德传承。1938年，唐生智在山庄右侧兴建以其父亲命名的耀祥中学，与山庄融为一体。1938年至1949年间，唐生智曾在此居住，山庄成为民主革命联络地点。1950年，树德山庄被收为国有，1953年划归粮食部门管理，部分后院用作粮库，并曾短暂作为粮食学校。1989年，为纪念唐生智诞辰100周年，东安县政府拨款8万元进行全面维修。1991年，山庄被列为东安县文物保护单位；1996年，升级为湖南省文物保护单位；1997年，被永州市人民政府列为爱国主义教育基地；2006年，获国务院认定为全国重点文物保护单位。

## 结构特色
树德山庄占地27,000平方米，建筑面积7,018平方米，采用砖石木结构，融合中西建筑风格，体现“立足传统、洋为中用”的设计理念。整体布局遵循湘南民居传统对称手法，以正厅中央为轴线，主楼为中心，建筑依大门和中轴线两侧对称排列。主体建筑包括门厅、起居楼和接待楼，附属建筑涵盖碉楼、卫兵房、藏书院、八角亭、大小会议厅及杂房，另有花园、水池、水井等设施。